# NGC 3374
NGC 3374 est une vaste galaxie spirale barrée située dans la constellation de la Grande Ourse. NGC 3374 a été découverte par l'astronome germano-britannique William Herschel en 1788.

## Caractéristiques
Sa vitesse par rapport au fond diffus cosmologique est de 7 710 ± 17 km/s, ce qui correspond à une distance de Hubble de 113,7 ± 8,0 Mpc (∼371 millions d'al).
La classe de luminosité de NGC 3374 est III et elle présente une large raie HI. Selon la base de données Simbad, NGC 3374 est une radiogalaxie.